# A Kick in the Head Is Worth Eight in the Pants
Az A Kick In The Head Is Worth Eight In The Pants című lemez a Bee Gees együttes hivatalosan kiadatlan nagylemeze. 1973 augusztusában a Billboard magazin közölte, hogy bár a nagylemez anyaga elkészült, a lemez nem fog megjelenni. Később különböző bootleg kiadványokon jelent meg a hanganyag
Ez az összeállítás eltérő az A Kick In The Head Is Worth Eight In The Pants című Brothers Gibb-kiadáshoz képest.

## Az album dalai
1. Wouldn't I Be Someone (Barry, Robin és Maurice Gibb) – 5:39
2. A Lonely Violin (Barry, Robin és Maurice Gibb) – 3:08
3. Where Is Your Sister (Barry, Robin és Maurice Gibb) – 3:07
4. Losers And Lovers (Barry, Robin és Maurice Gibb) – 3:18
5. Home Again Rivers (Barry, Robin és Maurice Gibb) – 3:14
6. King and Country (Barry, Robin és Maurice Gibb) – 5:19
7. Jesus In Heaven (Barry, Robin és Maurice Gibb) – 3:21
8. Castles In The Air (Barry, Robin és Maurice Gibb) – 3:31
9. Dear Mr Kissinger (Barry, Robin és Maurice Gibb) – 4:10
10. Harry's Gate (Barry, Robin és Maurice Gibb) – 3:27
11. Rocky LA (Barry, Robin és Maurice Gibb) – 3:43
12. Elisa (Barry, Robin és Maurice Gibb) – 2:48
13. It Doesn't Matter Much To Me (Barry, Robin és Maurice Gibb) – 4:26
14. Life, Am I Wasting My Time? (Barry, Robin és Maurice Gibb) – 2:54

## A számok rögzítési ideje
- 1972 október: Wouldn't I Be Someone, A Lonely Violin, Where Is Your Sister, Lovers And Losers, Home Again Rivers, Castles In The Air, Harry's Gate, Rocky LA, Elisa, It Doesn't Matter Much To Me  The Record Plant, Los Angeles
- 1973 január: Life, Am I Wasting My Time?, Dear Mr Kissinger, Jesus In Heaven, King and Country : London

A lemezen szereplő számok hivatalosan az alábbi albumokon jelentek meg:
- A Lonely Violin: A Kick In The Head Is Worth Eight In The Pants, The Bee Gees Greatest Outtakes
- Castles In The Air:  A Kick In The Head Is Worth Eight In The Pants
- Dear Mr Kissinger:  A Kick In The Head Is Worth Eight In The Pants (Brothers Gibb), The Bee Gees Greatest Outtakes
- Elisa: Tales from The Brothers Gibb, I’ve Gotta Get A Message To You, Bee Gees Rare Collection, A Arte De Bee Gees, A Popularidade de Bee Gees
- Harry's Gate: A Kick In The Head Is Worth Eight In The Pants
- Home Again Rivers: A Kick In The Head Is Worth Eight In The Pants
- It Doesn't Matter Much To Me: Tales from The Brothers Gibb, I’ve Gotta Get A Message To You, Bee Gees Greatest Volume 1 1967-1974, Bee Gees Rare Collection
- Jesus In Heaven: A Kick In The Head Is Worth Eight In The Pants
- King and Country: Tales from The Brothers Gibb, Bee Gees Rare Collection, Bee Gees Greatest Volume 1 1967-1974
- Life, Am I Wasting My Time?: A Kick In The Head Is Worth Eight In The Pants
- Losers and Lovers:  A Kick In The Head Is Worth Eight In The Pants
- Rocky LA:  A Kick In The Head Is Worth Eight In The Pants
- Where Is Your Sister: A Kick In The Head Is Worth Eight In The Pants
- Wouldn't I Be Someone: Kitty Can, Bee Gees Greatest Volume 1 1967-1974, Tales from The Brothers Gibb, Bee Gees Rare Collection, Bee Gees Perfect Series, Too Much Heaven Songs of the Brothers Gibb, Their Most Beautiful Love Songs

## Közreműködők
- Barry Gibb – ének, gitár
- Robin Gibb – ének
- Maurice Gibb – ének, basszusgitár, zongora, gitár, orgona
- Alan Kendall – gitár
- Jim Keltner – dob
- stúdiózenekar Jimmie Haskell  vezényletével

## Az album dalaiból megjelent kislemezek, EP-k
- Wouldn't I Be Someone / Elisa Argentína RSO 1730 1973, Egyesült Államok RSO SO-404 1973, Egyesült Királyság RSO 2090 111 1973, Franciaország RSO 2090 111 1973, Japán RSO DW-1075 1973, Kanada RSO SO-404 1973, Olaszország RSO 2090 111 1973, Portugália RSO 2090 111 1973, Spanyolország RSO 2090 111 1973
- Wouldn't I Be Someone / King and Country Németország RSO 2090 111 1973